# Prix international du duc d'Édimbourg
Le prix international du duc d’Édimbourg (The Duke of Edinburgh's Award) est un programme d’encouragement à la jeunesse qui a été fondé en 1956 par le prince Philip, duc d'Édimbourg, au Royaume Uni. Depuis lors, ce programme a été étendu à 144 pays. Les médailles récompensent des adolescents et jeunes adultes pour l’accomplissement d’une série de tâches inspirées de la pédagogie active de Kurt Hahn, en réponse aux «six causes de déclin de la jeunesse» qu’a énumérées ce pédagogue.

DofE-Logo-2008

Au Royaume-Uni, le programme est géré par The Duke of Edinburgh's Award. Ailleurs dans le monde, c’est une fondation, The Duke of Edinburgh's International Award Foundation qui promeut le projet et coordonne les différentes institutions qui le soutiennent

## Histoire
En février 1956, le prix international du duc d’Édimbourg, alors encore réservé aux jeunes gens de 15 à 18 ans, a été proclamé pour la première fois. Après son retrait de l’armée en 1956, John Hunt, vainqueur de l’Everest en 1953, occupe pendant dix ans la fonction de premier directeur du prix. Ce projet était destiné aux jeunes peu intéressés par d’autres mouvements de jeunesse, tels que les scouts. Pour participer, il n’est désormais pas nécessaire de rejoindre une organisation ni de porter un uniforme. Dès la première année, plus de 7 000 jeunes rejoignent ce projet, dont la récompense s’inspire des médailles distribuées par la Gordonstoun School près d’Elgin, en Ecosse, fondée par Kurt Hahn en 1936.
Dès 1958, le projet s’ouvre aux jeunes filles de 14 à 20 ans, selon un programme légèrement différent. Un programme commun pour les deux sexes, de 14 à 21 ans, est établi en 1969, puis la fourchette des âges est étendue jusqu’à 25 ans en 1980. La 500e médaille d’or a été décernée par le duc d’Édimbourg en 2013.

## Royaume-Uni

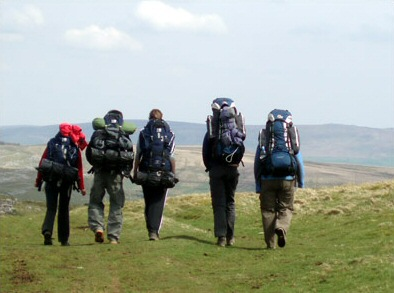
Un groupe de participants au prix du duc d'Édimbourg durant leur expédition en 2008

La première remise du prix international du duc d’Édimbourg a eu lieu en 1956. La participation au programme et le nombre des médailles obtenues a augmenté chaque année depuis lors. En 2017, environ 420 000 jeunes ont pris part aux programmes, dans près de 11 000 centres agréés (écoles, clubs de jeunesse et entreprises) réparties dans l'ensemble du pays. Plus de six millions de jeunes ont pris part aux programmes depuis 1956 (8 millions sur l’ensemble du globe.
En 2009, l'ancien système d'archivage des données sur des registres en papier a été remplacé par un système électronique qui permet aux participants de suivre leurs progrès et aux responsables de superviser le tout en ligne.

### Programmes
Les programmes durent de un à quatre ans et doivent être bouclés avant le 25e anniversaire des candidats. Il y a environ 300 000 participants chaque année. Les programmes comportent trois niveaux progressifs qui, s’ils sont accomplis avec succès, mènent à une médaille de bronze, d’argent ou d’or.
Avec l’aide d’adultes, les participants déterminent et fixent des objectifs dans chacun des domaines suivants:
- Volontariat : rendre un service à des particuliers ou à une communauté.
- Physique : s’améliorer dans un domaine du sport, de la danse ou des activités physiques.
- Habileté : développer des aptitudes pratiques, sociales et des intérêts personnels.
- Expédition : planifier, s’entraîner, et vivre un voyage aventureux en Grande Bretagne ou à l’étranger.
- Pour la médaille d’or, les participants sont astreints à une cinquième section, « résidentielle », qui implique de vivre et travailler loin de chez soi durant cinq jours en pratiquant une activité partagée.

Pour obtenir un prix, le participant doit s'engager dans chaque section pour une durée minimum, en étant supervisé et aidé par une personne connaissant les activités choisies. Chaque niveau demande progressivement plus de temps et d’engagement : Bronze, 3-6 mois. – Argent, 6-9 mois. – Or, 12-18 mois. Les participants doivent faire preuve d’un engagement régulier sur la durée de leur programme, ce qui implique en général au moins une heure par semaine.

## Autres pays
Des prix s’inspirant du prix du duc d’Édimbourg existent dans 144 pays et sont soutenus par diverses organisations affiliées à la Duke of Edinburgh's International Award Association. Il y en a 29 dans les Amériques, 36 en Afrique, 32 dans les pays du Sud-Est asiatique, et 47 en Europe, autour de la Méditerranée et dans les pays arabes.
Le prestige et la notoriété de ces prix varie de pays à pays et souvent, à la différence de ce qui se passe au Royaume-Uni et en Irlande, il n’y a pas de connexion avec les plus importantes personnalités du pays ; les prix sont simplement distribués par des associations privées.

### Canada

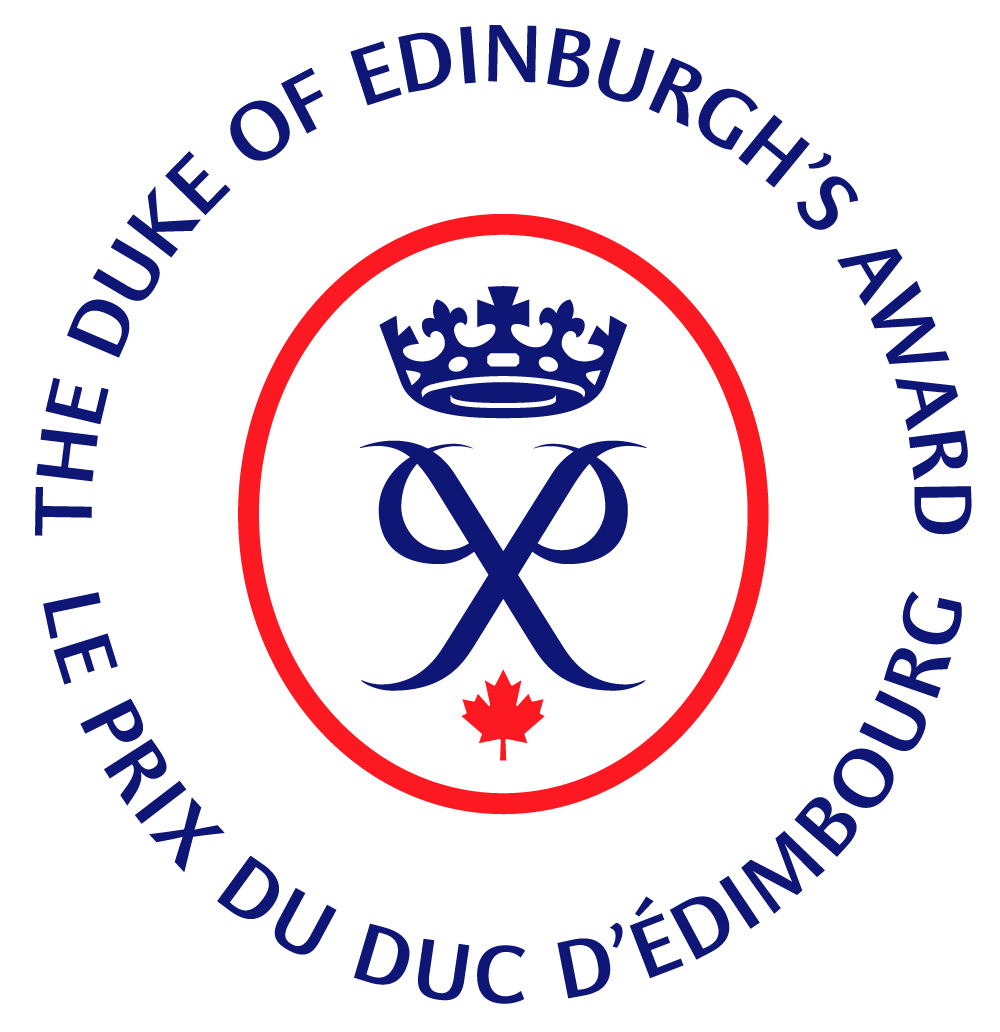
DOE Canada National Logo

La première cérémonie prix du duc d’Édimbourg a eu lieu au Canada en 1964. Jusqu’en 2011, plus de 500 000 Canadiens ont reçu le prix. En 2013, la Royal Bank of Canada a annoncé une aide d'un million de dollars pour faire mieux connaître de prix et sensibiliser le jeunes à l’intérêt de ce programme.
Une association regroupe les anciens médaillés qui souhaitent poursuivre leurs activités d’utilité publique

### Pays-Bas

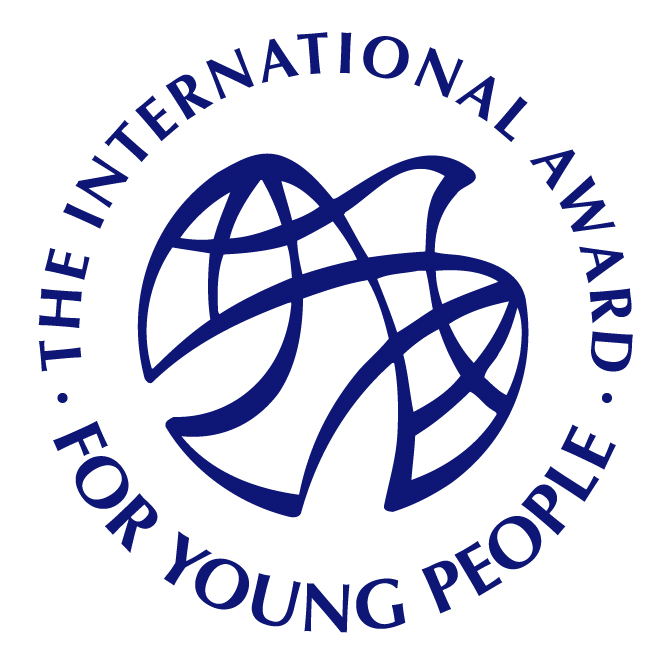
International Award for Young People logo

Le prix, sous le nom de The International Award for Young People, est connu aux Pays-Bas depuis 1997 et a été institué par Wim van der Laan & Maurice Jurgens. Il a été officiellement reconnu par le ministère de l’éducation en 2007 comme substitut du service communautaire à faire dans le cadre de l’éducation au niveau secondaire par 28 institutions.

### France
En France le prix est délivré par diverses organisations autorisées, connues sous le nom centres indépendants (Independent Award Centres, IACs), qui sont:
- Association des Parents d’élèves de la Section Britannique du Lycée International de St Germain-en-Laye, St Germain-en-Laye
- Bordeaux International School, Bordeaux
- British School of Paris, Paris
- EIPACA Ecole Internationale Provence Alpes Côte d'Azur, Manosque
- SEK Les Alpes, Val D'Arly

En 2017, il a eu plus de 200 participants en France.

### Suisse
Le prix, en Suisse est délivré par diverses organisations autorisées, connues sous le nom centres indépendants (Independent Award Centres, IACs), dont :
- Aiglon College, Chesières
- British School de Genève, Châtelaine
- Campus des Nations, International School de Genève, Grand-Saconnex
- Collège du Léman , Versoix
- Foundation of the International School of Geneva, Campus La Châtaigneraie, Genève
- École internationale bilingue du Haut-Lac, St-Légier-La Chiésaz
- Institut International de Lancy, Grand-Lancy
- Institut Florimont, Petit Lancy, Genève
- Institut Le Rosey, Rolle
- International School de Bâle, Reinach
- International School de Genève, La Grande Boissiere, Genève
- La Côte International School, Aubonne
- Leysin American School, Leysin
- St. George's School, Clarens, Montreux
- Surval Montreux
- International School of Lausanne, Le Mont-sur-Lausanne
- International School de Zoug et Lucerne, à Baar
- Zurich International School, Wädenswil

En 2017, plus de 1400 jeunes ont participé au programme.